# سیارک ۴۸۴۸
سیارک ۴۸۴۸ (به انگلیسی: 4848 Tutenchamun، نامگذاری:3233T-2) چهار هزار و هشتصد و چهل و هشتمین سیارک کشف شده‌است که در ۳۰ سپتامبر ۱۹۷۳ کشف شد.
قدر مطلق سیارک برابر ۱۱٫۶۰ است.